# Stefanie Hofmann (Politikerin)
Stefanie Hofmann (* 15. September 1994 in Rohrbach) ist eine österreichische Politikerin.

## Leben und Wirken
Stefanie Hofmann wurde am 15. September 1994 in Rohrbach in Oberösterreich geboren. Sie besuchte die Volksschule in Klaffer am Hochficht, die Hauptschule in Ulrichsberg und danach die  Fachschule der Oblatinnen, in Linz. Sie machte eine Lehre als Versicherungskauffrau und ist seither als Versicherungskauffrau tätig.

## Politik
Ihre politische Laufbahn begann 2015 als Gemeinderätin für die FPÖ in Klaffer am Hochficht. Seither war sie auch Ortsparteiobfrau der FPÖ Klaffer am Hochficht und ab 2016 Stellvertretende FPÖ-Bezirksparteiobfrau von Rohrbach, seit 2022 ist sie Bezirksparteiobfrau der FPÖ Rohrbach.
Im Oktober 2021 wurde sie  in den Oberösterreichischen Landtag gewählt. Dort ist sie Mitglied im Kontrollausschuss, im Ausschuss für Gesundheit und Soziales und im Ausschuss für Gesellschaft. Außerdem ist sie Bereichssprecherin für Bildung, Jugend, Familien und Kinderbetreuung.